# Eparchia bałcka
Eparchia bałcka – jedna z eparchii Ukraińskiego Kościoła Prawosławnego Patriarchatu Moskiewskiego, z siedzibą w Bałcie.

Eparchia bałcka na tle podziału administracyjnego UKP PM

Erygowana decyzją Świętego Synodu Ukraińskiego Kościoła Prawosławnego na jego posiedzeniu w dniu 20 grudnia 2012 poprzez wydzielenie z eparchii odeskiej. Pierwszym ordynariuszem eparchii został biskup bałcki i ananjewski Aleksy (Hrocha).
Na terenie eparchii działają dwa monastery:
- monaster Opieki Matki Bożej i św. Teodozjusza w Bałcie – męski
- monaster Ikony Matki Bożej „Wszystkich Strapionych Radość” w Biełce – żeński.